# Корио, Марчеллино
Марчеллино Корио (итал. Marcellino Corio; 6 сентября 1664, Милан, Миланское герцогство — 20 февраля 1742, Рим, Папская область) — итальянский куриальный кардинал и доктор обоих прав. Декан Трибунала Священной Римской Роты с 18 сентября 1733 по 1 сентября 1734. Губернатор Рима и вице-камерленго Святой Римской Церкви с 6 августа 1734 по 15 июля 1739. Кардинал-дьякон с 15 июля 1739, с титулярной диаконией Сант-Адриано-аль-Форо с 30 сентября 1739 по 20 февраля 1742.